# William Mason (Politiker)
William Mason (* 10. September 1786 in Lebanon, Connecticut; † 13. Januar 1860 in Norwich, New York) war ein US-amerikanischer Arzt und Politiker. Zwischen 1835 und 1837 vertrat er den Bundesstaat New York im US-Repräsentantenhaus.

## Werdegang
William Mason wurde ungefähr drei Jahre nach dem Ende des Unabhängigkeitskrieges im New London County geboren. Er studierte Medizin in Vermont und praktizierte dann in Preston. Während des Britisch-Amerikanischen Krieges diente er 1812 als Chirurg (surgeon) in der Chenango County Kompanie der New York Volunteers. In den Jahren 1820 und 1821 war er als Clerk im Chenango County tätig. Er saß 1821 und 1822 in der New York State Assembly. Politisch gehörte er der Jacksonian-Fraktion an.
Bei den Kongresswahlen des Jahres 1834 für den 24. Kongress wurde Mason im 21. Wahlbezirk von New York in das US-Repräsentantenhaus in Washington, D.C. gewählt, wo er am 4. März 1835 die Nachfolge von Henry Mitchell antrat. Er schied nach dem 3. März 1837 aus dem Kongress aus.
Mason starb am 13. Januar 1860 in Norwich und wurde auf dem Mount Hope Cemetery beigesetzt.